# Marco Valerio Severo
Marco Valerio Severo (latino: Marcus Valerius Severus; I secolo – I secolo) è stato un militare e sacerdote romano di origine punica, infatti ricoprì l'incarico di suffeta.

## Biografia
Marco Valerio Severo era figlio di Bostare, iscritto alla tribù Galeria, fu eletto edile, sufeta, duoviro, flamine e ricevette, con i cittadini di Volubilis, la cittadinanza romana dall'imperatore Claudio, il connubio con le donne peregrine, l'immunità fiscale per dieci anni, l'aggregazione di incolae e i beni dei cittadini morti durante la guerra senza eredi, per aver collaborato con l'esercito romano a sedare la rivolta di Edemone.
(Epigrafe IAMLat 448, AE 1916, 42.)